# Kraljica Kariba
Kraljica Kariba (tal. La regina dei Caraibi) je roman talijanskog romaopisca Emilia Salgarija. Nastavak je romana Crni gusar. Kraljica Kariba i sama je polučila svoj nastavak, Yolanda, kći Crnoga Gusara.

## Radnja
Radnja romana nastavlja se četiri godine nakon završetka prethodnog. Crni gusar je u potrazi za Honoratom, ženom koju voli, kćerkom svog najvećeg neprijatelja Wan Gulda. Željan osvete, ostavio ju je u čamcu na otvorenom moru i sada plovi Karibima u potrazi za njom. Pri tome traži i Wan Gulda, ali i Wan Guld traži njega, kako bi osvetio izgubljenu kćer. Veliki piratski pohod na Veracruz dat će im priliku da se jednom zauvijek obračunaju.

## Likovi
- Crni gusar - grof Emilio di Roccanera, vojvoda od Ventimiglie i Velpante. Nesretno zaljubljen u kćer svog najvećeg neprijatelja.
- Honorata Wan Guld - kćer vojvode Wan Gulda. Zaljubljena u Crnoga gusara, bez obzira na to što ju je ostavio u čamcu na otvorenom moru. Spasili su ju urođenici s Floride te ju proglasili svojom kraljicom.
- Wan Guld - flamanski vojvoda, bivši vladar španjolske kolonije Maracaibo. Želi ubiti Crnog gusara kako bi osvetio svoju kćer.
- Morgan - zamjenik Crnoga gusara i prvi časnik na njegovom brodu Munja. Povijesna osoba.
- Carmaux i Wan Stiller - pirati, pomoćnici Crnog gusara.
- Moko - crnac velike tjelesne snage, bivši krotitelj zmija, sada pirat u službi Crnog gusara.
- Yara - indijanska princeza kojoj je Wan Guld porobio pleme. Zaljubljena u Crnog gusara.
- Wan Horn -  slavni nizozemski pirat.  Povijesna osoba.
- Grammont - francuski piratski vođa. Povijesna osoba.
- Laurent de Graff - nizozemski pirat.  Povijesna osoba.

## Zanimljivosti
Kao godina radnje u romanu se stavlja 1683. tj. godina kada se Grammontov i de Graffov pohod na Veracruz doista i dogodio. Također se tvrdi da je između radnje prvog i drugog romana prošlo četiri godine. No L'Olonnaisov pohod na Maracaibo u prvom romanu (također povijesni događaj) dogodio se 1667., što bi značilo da je između radnje dva romana prošlo 16 godina.